# Origny-le-Roux
Origny-le-Roux – miejscowość i gmina we Francji, w regionie Normandia, w departamencie Orne.
Według danych na rok 1990 gminę zamieszkiwało 280 osób, a gęstość zaludnienia wynosiła 20 osób/km² (wśród 1815 gmin Dolnej Normandii Origny-le-Roux plasuje się na 613. miejscu pod względem liczby ludności, natomiast pod względem powierzchni na miejscu 277.).